# Dhadesugur, Sindhnur
Dhadesugur là một làng thuộc tehsil Sindhnur, huyện Raichur, bang Karnataka, Ấn Độ.